# Casa Botines
La Casa Botines o Casa Fernández y Andrés è un edificio che si trova a León, progettato dall'architetto spagnolo Antoni Gaudí.
La costruzione dell'edificio si dovette all'iniziativa di alcuni prosperi commercianti di tessuto di León, che erano in relazione con industriali tessili catalani, uno dei quali, Eusebi Güell, raccomandò Antoni Gaudí come architetto per progettare la nuova sede di affari dei leonesi. I lavori iniziarono nel gennaio del 1892 e terminarono nel tempo record di 10 mesi.
Il progetto di Gaudí fu un impressionante edificio di ispirazione medievale, risolto con il suo inconfondibile stile modernista. Gaudì ideò una struttura di muri di sostegno leggera ma solida fondata su pilastri di ghisa (gli ingegneri locali consideravano questa soluzione insufficiente e preannunciavano un futuro crollo dell'edificio); questa tecnica che sarà ripresa nei decenni successivi, consentiva di disporre nel sotterraneo e al pianterreno di locali ampi e aperti.
Questi servirono ad ospitare gli uffici e i magazzini del negozio di tessuti. I piani superiori fungevano da abitazione; il primo piano era diviso in 2 alloggi, mentre i due piani superiori ospitavano quattro abitazioni da affittare ciascuno. Per coprire la soffitta, dove alloggiava il custode, l'architetto progettò un tetto a quattro spioventi molto inclinati, con sei lucernai che garantivano isolamento, illuminazione e ventilazione grazie ad abbaini di vetro sollevati di qualche centimetro al di sopra del piano del tetto.

## Interni
Per quanto riguarda i piani ad uso commerciale, l'artista usò per la prima volta la cosiddetta planimetria libera, soluzione che anticipò il modello Open Space diffuso nel XX secolo. Le mura interne furono sostituite da 28 sottili pilastri di ghisa, di appena 20 centimetri di diametro.

## Elementi decorativi
Tra gli elementi decorativi spiccano sulla facciata principale: la scultura di San Giorgio e il drago alta 2,90 metri, la porta di ferro battuto che termina con una testa di leone ruggente e l'inferriata del fossato (che percorre il lato frontale e destro dell'edificio). La statua di San Giorgio venne sostituita con una copia dopo 63 anni a causa di cattiva manutenzione. Quando si sostituì la statua si penso di porre al suo posto una statua della Madonna del Cammino, patrona di León, e ciò provocò numerose polemiche.

Gaudí dovette superare molte difficoltà burocratiche durante i lavori. L'edificio fu dichiarato monumento storico nel 1969, e attualmente è la sede di Caja España, istituto bancario che lo acquisì nel 1929 e che lo restaurò negli anni novanta del secolo scorso, guadagnandosi il premio Europa Nostra.

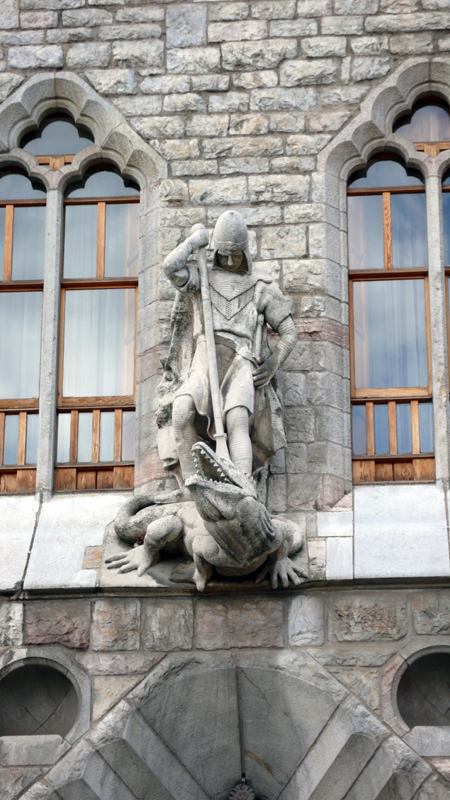
Dettaglio della facciata che ritrae il soggetto San Giorgio e il drago, di Llorenç Matamala